# Edward J. Noble
Edward John Noble (Gouverneur, 8 de outubro de 1882 - Greenwich, 28 de dezembro de 1958) foi um empresario estadunidense. Ele foi co-fundador da American Broadcasting Company (ABC) quando comprou a Blue Network em 1943, após um decreto da Federal Communications Commission (FCC) de que a RCA se desfizesse de uma de suas duas redes de rádio.